# Исследования керна
Исследования керна — комплекс мероприятий по изучению состава, строения, физико-химических свойств, насыщающих флюидов, внутренних физико-химических процессов и сохранности горных пород, отобранных методом колонкового бурения

## Комплекс исследований керна
Отбор и исследование керна является одним из наиболее дорогих геологоразведочных процессов, дающим наиболее ценную информацию о свойствах горных пород. Однако из-за большого разнообразия видов исследований керна и высокой их стоимости, бессистемное исследование керна нецелесообразно с с научной экономической точки зрения. В связи с этим, для  каждого вида отложений разрабатывается оптимальный  комплекс исследований. Задачи комплекса - достижение наибольшей информативности, экономической информативности и сохранности кернового материала. 

## Виды исследований керна
Существует большое количество видов исследований керна, которые подразделяются на, экспрессные, линейные, стандартные, специальные, литолого-петрографические, геохимические, палеонтологические и биостратиграфические, седиментологические и прикладного назначения.

## Экспресс — исследования керна
Экспресс — исследования керна (ЭИК) — комплекс исследований керна выполняемых на скважине непосредственно после извлечения керна на поверхность.
Комплекс экспресс- исследований керна зависит от возможностей используемого исследовательского оборудования. В случае использования переносных комплектов оборудования комплекс в себя, как правило включает: фотографирование в белом и ультрафиолетовом свете, люминесцентно-битуминозный анализ, литологическое описание торцов керна, экспресс -определение пористости и проницаемости. Современные мобильные лаборатории (типа ДБ-001) позволяют существенно расширить спектр исследований и их качество. Так при проведении исследований в мобильной лаборатории появляется возможность полноценной подготовки керна, выполнения качественного литологического описания, гамма- спектрометрии, отбора и консервации образцов с сохраненной насыщенностью, определения удельного электросопротивления, ЯМР, текущего насыщения, акустических свойств и теплофизических свойств, а также пористости и проницаемости согласно требованиям ГОСТов.
Цели ЭИК — получение оперативной информации о разрезе скважины с целью принятия решений о выборе интервалов испытаний, отбор образцов для стационарных лабораторий, отбор образцов с сохраненной насыщенностью
Преимущества ЭИК — быстрота, дешевизна, мобильность
Недостатки ЭИК — низкое качество, непригодность для большинства инженерно- технических расчетов

## Первичная подготовка керна
Первичная подготовка керна (ППК) — комплекс мероприятий по приведению свежего керна в кондиционное состояние, позволяющее выполнять линейные исследования керна.
Состав ППК — отмывка, стыковка, восстановление последовательности, продольная распиловка, скрепление компаундом.

## Линейные исследования керна
Линейные исследования керна (ЛИК) — комплекс исследований выполняемых на колонке полноразмерного керна.
Состав ЛИК — Фотографирование в белом и ультрафиолетовом свете, послойное литологическое описание, гамма- спектрометрия, плотнометрия, определение проницаемости, акустических, электрических и теплофизических свойств профильными методами.
Цели ЛИК — получение информации о разрезе скважины с целью привязки керна к данным ГИС и выбора мест для отбора образцов на другие исследования
Преимущества ЛИК — Получение детального профиля свойств по стволу скважины
Недостатки ЛИК — низкая точность определения свойств, рекомендательный характер результатов

## Стандартные исследования керна
Стандартные исследования керна (СтИК) — комплекс исследований керна, выполняемых на образцах стандартных размеров, в стандартных условиях по стандартизированным методикам.
Состав СтИК — определение пористости, проницаемости, объемной плотности, кажущейся минералогической пористости, водоудерживающей способности, интервального времени пробега продольных и поперечных волн, изучение капиллярных характеристик методом полупроницаемой мембраны и центрифугирования, ЯМР.
Виды СтИК — получение статистической информации о характере распределения основных свойств в перспективных геологических объектах, выбор представительных выборок образцов на другие (специальные, литолого- минералогические) исследования керна.
Преимущества СтИК — массовость, быстрота, низкая стоимость, возможность сравнения свойств разных месторождений и объектов
Недостатки СтИК — невысокая точность, неучет условий залегания пород.

## Специальные исследования керна
Специальные исследования керна (СпИК) — исследования керна, выполняемые на образцах по специальным методикам, параметры которых зависят от условий залегания пород и решаемых инженерных задач. Как правило, специальные исследования выполняются с насыщением пород флюидами в термобарических условиях, моделирующих условия залегания пород.
Специальные исследования могут быть стандартизированы, но отдельные параметры исследований всегда выбирается индивидуально в зависимости от решаемых задач.
Виды СпИК — определение электрических, акустических, механических, теплофизических и механических свойств в пластовых условиях, определение фазовых проницаемостей, коэффициентов вытеснения флюидов.
Цели СпИК — получение наиболее точной информации о свойствах пород в условиях естественного залегания, а также изучения процессов происходящих в этих условиях, построение корреляционных связей между отдельными свойствами.
Преимущества СпИК — наибольшая точность, соответствие условиям естественного залегания пород
Недостатки СпИК — высокая стоимость, длительность, невозможность массового применения.

## Исследования керна и прикладного назначения
Исследования керна и прикладного назначения (ИКПН) — исследования, выполняемые на керне не с целью изучения естественных свойств и процессов, а свойств изменённых пород и процессов, которые будут происходить в горных породах в случае оказания каких- либо воздействий. Как правило ИКПН выполняются при максимальном моделировании условий залегания пород и естественного насыщения флюидами.
Основные виды ИКПН — определение коэффициентов восстановления проницаемости пород после воздействия технологическими жидкостями, определение растворимости пород в различных составах, моделирование физических и химических воздействий с целью увеличения отдачи пластов.
Цели ИКПН — опробование новых методов увеличения отдачи пластов, выбор оптимальных параметров физико-химических воздействий, составов технологических жидкостей.